# Gran Premio motociclistico d'Austria 2019
Il Gran Premio motociclistico d'Austria 2019 è stato l'undicesima prova del motomondiale del 2019, ventottesima edizione nella storia di questo GP.
Disputatosi l'11 agosto, nelle gare delle quattro classi in competizione i vincitori sono stati: Mike Di Meglio in MotoE, Romano Fenati in Moto3, Brad Binder in Moto2 e Andrea Dovizioso in MotoGP.

## MotoGP

### Arrivati al traguardo
| Pos. | Nº | Pilota            | Squadra                     | Motocicletta       | Giri | Tempo     | Griglia | Punti |
| ---- | -- | ----------------- | --------------------------- | ------------------ | ---- | --------- | ------- | ----- |
| 1º   | 4  | Andrea Dovizioso  | Ducati Team                 | Ducati Desmosedici | 28   | 39'34.771 | 3º      | 25    |
| 2º   | 93 | Marc Márquez      | Repsol Honda                | Honda RC213V       | 28   | +0.213    | 1º      | 20    |
| 3º   | 20 | Fabio Quartararo  | Petronas Yamaha SRT         | Yamaha YZR-M1      | 28   | +6.117    | 2º      | 16    |
| 4º   | 46 | Valentino Rossi   | Monster Energy Yamaha       | Yamaha YZR-M1      | 28   | +7,719    | 10º     | 13    |
| 5º   | 12 | Maverick Viñales  | Monster Energy Yamaha       | Yamaha YZR-M1      | 28   | +8,674    | 4º      | 11    |
| 6º   | 42 | Álex Rins         | Suzuki Ecstar               | Suzuki GSX-RR      | 28   | +8,695    | 7º      | 10    |
| 7º   | 63 | Francesco Bagnaia | Pramac Racing               | Ducati Desmosedici | 28   | +16,021   | 5º      | 9     |
| 8º   | 88 | Miguel Oliveira   | Red Bull KTM Tech 3         | KTM RC16           | 28   | +16,206   | 13º     | 8     |
| 9º   | 9  | Danilo Petrucci   | Ducati Team                 | Ducati Desmosedici | 28   | +17,350   | 12º     | 7     |
| 10º  | 21 | Franco Morbidelli | Petronas Yamaha SRT         | Yamaha YZR-M1      | 28   | +20,510   | 14º     | 6     |
| 11º  | 30 | Takaaki Nakagami  | LCR Honda Idemitsu          | Honda RC213V       | 28   | +22,273   | 6º      | 5     |
| 12º  | 5  | Johann Zarco      | Red Bull KTM Factory Racing | KTM RC16           | 28   | +25,503   | 16º     | 4     |
| 13º  | 6  | Stefan Bradl      | Repsol Honda                | Honda RC213V       | 28   | +31,962   | 21º     | 3     |
| 14º  | 41 | Aleix Espargaró   | Aprilia Racing Team Gresini | Aprilia RS-GP      | 28   | +32,925   | 19º     | 2     |
| 15º  | 17 | Karel Abraham     | Reale Avintia Racing        | Ducati Desmosedici | 28   | +48,109   | 17º     | 1     |
| 16º  | 29 | Andrea Iannone    | Aprilia Racing Team Gresini | Aprilia RS-GP      | 27   | +1 giro   | 18º     |       |

### Ritirati
| Nº | Pilota         | Squadra                     | Motocicletta       | Giri | Griglia |
| -- | -------------- | --------------------------- | ------------------ | ---- | ------- |
| 53 | Esteve Rabat   | Reale Avintia Racing        | Ducati Desmosedici | 21   | 15º     |
| 43 | Jack Miller    | Pramac Racing               | Ducati Desmosedici | 8    | 8º      |
| 55 | Hafizh Syahrin | Red Bull KTM Tech 3         | KTM RC16           | 3    | 20º     |
| 44 | Pol Espargaró  | Red Bull KTM Factory Racing | KTM RC16           | 2    | 11º     |
| 35 | Cal Crutchlow  | LCR Honda Castrol           | Honda RC213V       | 2    | 9º      |

## Moto2

### Arrivati al traguardo
| Pos. | Nº | Pilota                | Squadra                     | Motocicletta | Giri | Tempo     | Griglia | Punti |
| ---- | -- | --------------------- | --------------------------- | ------------ | ---- | --------- | ------- | ----- |
| 1º   | 41 | Brad Binder           | Red Bull KTM Ajo            | KTM          | 25   | 37'24.963 | 2º      | 25    |
| 2º   | 73 | Álex Márquez          | EG 0,0 Marc VDS             | Kalex        | 25   | +0.330    | 11º     | 20    |
| 3º   | 9  | Jorge Navarro         | Beta Tools Speed Up         | Speed Up     | 25   | +1.839    | 8º      | 16    |
| 4º   | 7  | Lorenzo Baldassarri   | Flexbox HP 40               | Kalex        | 25   | +2.183    | 6º      | 13    |
| 5º   | 40 | Augusto Fernández     | Flexbox HP 40               | Kalex        | 25   | +3.303    | 13º     | 11    |
| 6º   | 12 | Thomas Lüthi          | Dynavolt Intact GP          | Kalex        | 25   | +4.645    | 5º      | 10    |
| 7º   | 88 | Jorge Martín          | Red Bull KTM Ajo            | KTM          | 25   | +5.200    | 12º     | 9     |
| 8º   | 27 | Iker Lecuona          | American Racing KTM         | KTM          | 25   | +5.285    | 14º     | 8     |
| 9º   | 23 | Marcel Schrötter      | Dynavolt Intact GP          | Kalex        | 25   | +6.973    | 16º     | 7     |
| 10º  | 54 | Mattia Pasini         | Tasca Racing                | Kalex        | 25   | +9.428    | 15º     | 6     |
| 11º  | 5  | Andrea Locatelli      | Italtrans Racing            | Kalex        | 25   | +11.203   | 17º     | 5     |
| 12º  | 35 | Somkiat Chantra       | Idemitsu Honda Team Asia    | Kalex        | 25   | +12.252   | 3º      | 4     |
| 13º  | 11 | Nicolò Bulega         | SKY Racing Team VR46        | Kalex        | 25   | +13.099   | 19º     | 3     |
| 14º  | 21 | Fabio Di Giannantonio | Beta Tools Speed Up         | Speed Up     | 25   | +13.886   | 18º     | 2     |
| 15º  | 64 | Bo Bendsneyder        | NTS RW Racing GP            | NTS          | 25   | +18.684   | 23º     | 1     |
| 16º  | 62 | Stefano Manzi         | MV Agusta Temporary Forward | MV Agusta F2 | 25   | +20.714   | 21º     |       |
| 17º  | 77 | Dominique Aegerter    | MV Agusta Temporary Forward | MV Agusta F2 | 25   | +25.000   | 20º     |       |
| 18º  | 94 | Jonas Folger          | Petronas Sprinta Racing     | Kalex        | 25   | +25.226   | 22º     |       |
| 19º  | 96 | Jake Dixon            | Sama Qatar Ángel Nieto Team | KTM          | 25   | +28.471   | 27º     |       |
| 20º  | 4  | Steven Odendaal       | NTS RW Racing GP            | NTS          | 25   | +29.993   | 28º     |       |
| 21º  | 16 | Joe Roberts           | American Racing KTM         | KTM          | 25   | +33.876   | 29º     |       |
| 22º  | 65 | Philipp Öttl          | Red Bull KTM Tech 3         | KTM          | 25   | +34.746   | 26º     |       |
| 23º  | 72 | Marco Bezzecchi       | Red Bull KTM Tech 3         | KTM          | 25   | +38.031   | 25º     |       |
| 24º  | 22 | Sam Lowes             | Federal Oil Gresini         | Kalex        | 25   | +44.263   | 24º     |       |
| 25º  | 19 | Teppei Nagoe          | Idemitsu Honda Team Asia    | Kalex        | 25   | +1'00.320 | 31º     |       |
| 26º  | 18 | Xavier Cardelús       | Sama Qatar Ángel Nieto Team | KTM          | 25   | +1'00.432 | 32º     |       |
| 27º  | 3  | Lukas Tulovic         | Kiefer Racing               | KTM          | 25   | +1'00.934 | 30º     |       |

### Ritirati
| Nº | Pilota            | Squadra              | Motocicletta | Giri | Griglia |
| -- | ----------------- | -------------------- | ------------ | ---- | ------- |
| 33 | Enea Bastianini   | Italtrans Racing     | Kalex        | 20   | 4º      |
| 10 | Luca Marini       | SKY Racing Team VR46 | Kalex        | 20   | 10º     |
| 87 | Remy Gardner      | Onexox TKKR SAG      | Kalex        | 19   | 9º      |
| 45 | Tetsuta Nagashima | Onexox TKKR SAG      | Kalex        | 7    | 1º      |
| 97 | Xavi Vierge       | EG 0,0 Marc VDS      | Kalex        | 3    | 7º      |

## Moto3

### Arrivati al traguardo
| Pos. | Nº | Pilota              | Squadra                     | Motocicletta  | Giri | Tempo     | Griglia | Punti |
| ---- | -- | ------------------- | --------------------------- | ------------- | ---- | --------- | ------- | ----- |
| 1º   | 55 | Romano Fenati       | VNE Snipers                 | Honda NSF250R | 23   | 37'50.135 | 3º      | 25    |
| 2º   | 14 | Tony Arbolino       | VNE Snipers                 | Honda NSF250R | 23   | +1.097    | 5º      | 20    |
| 3º   | 17 | John McPhee         | Petronas Sprinta Racing     | Honda NSF250R | 23   | +1.105    | 1º      | 16    |
| 4º   | 13 | Celestino Vietti    | SKY Racing Team VR46        | KTM RC 250 GP | 23   | +1.120    | 6º      | 13    |
| 5º   | 42 | Marcos Ramírez      | Leopard Racing              | Honda NSF250R | 23   | +6.789    | 9º      | 11    |
| 6º   | 48 | Lorenzo Dalla Porta | Leopard Racing              | Honda NSF250R | 23   | +7.559    | 10º     | 10    |
| 7º   | 76 | Makar Yurchenko     | BOE Skull Rider Mugen Race  | KTM RC 250 GP | 23   | +17.880   | 16º     | 9     |
| 8º   | 84 | Jakub Kornfeil      | Redox PrüstelGP             | KTM RC 250 GP | 23   | +17.902   | 14º     | 8     |
| 9º   | 23 | Niccolò Antonelli   | SIC58 Squadra Corse         | Honda NSF250R | 23   | +17.936   | 17º     | 7     |
| 10º  | 44 | Arón Canet          | Sterilgarda Max Racing Team | KTM RC 250 GP | 23   | +18.030   | 18º     | 6     |
| 11º  | 75 | Albert Arenas       | Sama Qatar Ángel Nieto Team | KTM RC 250 GP | 23   | +18.730   | 22º     | 5     |
| 12º  | 79 | Ai Ogura            | Honda Team Asia             | Honda NSF250R | 23   | +23.800   | 11º     | 4     |
| 13º  | 71 | Ayumu Sasaki        | Petronas Sprinta Racing     | Honda NSF250R | 23   | +23.884   | 8º      | 3     |
| 14º  | 7  | Dennis Foggia       | SKY Racing Team VR46        | KTM RC 250 GP | 23   | +24.240   | 20º     | 2     |
| 15º  | 40 | Darryn Binder       | CIP Green Power             | KTM RC 250 GP | 23   | +24.955   | 30º     | 1     |
| 16º  | 21 | Alonso López        | Estrella Galicia 0,0        | Honda NSF250R | 23   | +25.595   | 15º     |       |
| 17º  | 53 | Deniz Öncü          | Red Bull KTM Ajo            | KTM RC 250 GP | 23   | +28.156   | 29º     |       |
| 18º  | 27 | Kaito Toba          | Honda Team Asia             | Honda NSF250R | 23   | +40.414   | 4º      |       |
| 19º  | 12 | Filip Salač         | Redox PrüstelGP             | KTM RC 250 GP | 23   | +40.668   | 21º     |       |
| 20º  | 73 | Maximilian Kofler   | Sama Qatar Ángel Nieto Team | KTM RC 250 GP | 23   | +41.032   | 27º     |       |
| 21º  | 52 | Jeremy Alcoba       | Kömmerling Gresini          | Honda NSF250R | 23   | +43.327   | 24º     |       |
| 22º  | 82 | Stefano Nepa        | Reale Avintia Arizona 77    | KTM RC 250 GP | 23   | +48.553   | 19º     |       |
| 23º  | 54 | Riccardo Rossi      | Kömmerling Gresini          | Honda NSF250R | 23   | +53.478   | 25º     |       |
| 24º  | 22 | Kazuki Masaki       | BOE Skull Rider Mugen Race  | KTM RC 250 GP | 23   | +1'16.731 | 23º     |       |
| 25º  | 69 | Tom Booth-Amos      | CIP Green Power             | KTM RC 250 GP | 23   | +1'20.178 | 31º     |       |
| 26º  | 16 | Andrea Migno        | Bester Capital Dubai        | KTM RC 250 GP | 23   | +1'24.566 | 12º     |       |
| 27º  | 11 | Sergio García       | Estrella Galicia 0,0        | Honda NSF250R | 22   | +1 giro   | 26º     |       |

### Ritirati
| Nº | Pilota         | Squadra                     | Motocicletta  | Giri | Griglia |
| -- | -------------- | --------------------------- | ------------- | ---- | ------- |
| 5  | Jaume Masiá    | Bester Capital Dubai        | KTM RC 250 GP | 21   | 7º      |
| 61 | Can Öncü       | Red Bull KTM Ajo            | KTM RC 250 GP | 11   | 28º     |
| 25 | Raúl Fernández | Sama Qatar Ángel Nieto Team | KTM RC 250 GP | 8    | 13º     |
| 24 | Tatsuki Suzuki | SIC58 Squadra Corse         | Honda NSF250R | 4    | 2º      |

## MotoE
Tutti i piloti sono dotati dello stesso tipo di motocicletta, fornita dalla Energica Motor Company.

### Arrivati al traguardo
| Pos. | Nº | Pilota           | Squadra                    | Giri | Tempo     | Griglia | Punti |
| ---- | -- | ---------------- | -------------------------- | ---- | --------- | ------- | ----- |
| 1º   | 63 | Mike Di Meglio   | EG 0,0 Marc VDS            | 5    | 8'41.799  | 1º      | 25    |
| 2º   | 10 | Xavier Siméon    | Avintia Esponsorama Racing | 5    | +2,238    | 2º      | 20    |
| 3º   | 38 | Bradley Smith    | One Energy Racing          | 5    | +4,368    | 3º      | 16    |
| 4º   | 5  | Alex De Angelis  | Octo Pramac                | 5    | +5,071    | 8º      | 13    |
| 5º   | 11 | Matteo Ferrari   | Trentino Gresini           | 5    | +5,155    | 7º      | 11    |
| 6º   | 15 | Sete Gibernau    | Join Contract Pons 40      | 5    | +6,845    | 12º     | 10    |
| 7º   | 16 | Joshua Hook      | Octo Pramac                | 5    | +7,961    | 14º     | 9     |
| 8º   | 7  | Niccolò Canepa   | LCR E-Team                 | 5    | +10,331   | 11º     | 8     |
| 9º   | 2  | Jesko Raffin     | Dynavolt Intact GP         | 5    | +8,907    | 4º      | 7     |
| 10º  | 32 | Lorenzo Savadori | Trentino Gresini           | 5    | +11,637   | 13º     | 6     |
| 11º  | 78 | Kenny Foray      | Tech 3 E-Racing            | 5    | +16,446   | 15º     | 5     |
| 12º  | 14 | Randy de Puniet  | LCR E-Team                 | 5    | +18,062   | 16º     | 4     |
| 13º  | 27 | Mattia Casadei   | Ongetta SIC58 Squadracorse | 5    | +19,584   | 18º     | 3     |
| 14º  | 18 | Nicolás Terol    | OpenBank Ángel Nieto Team  | 5    | +21,244   | 17º     | 2     |
| 15º  | 66 | Niki Tuuli       | Ajo MotoE                  | 5    | +22,49    | 5º      | 1     |
| 16º  | 6  | María Herrera    | OpenBank Ángel Nieto Team  | 5    | +25,746   | 10º     |       |
| 17º  | 51 | Eric Granado     | Avintia Esponsorama Racing | 5    | +1'10,619 | 9º      |       |

### Ritirato
| Nº | Pilota       | Squadra         | Giri | Griglia |
| -- | ------------ | --------------- | ---- | ------- |
| 4  | Héctor Garzó | Tech 3 E-Racing | 4    | 6º      |